# Tituly a vyznamenání Marka W. Clarka

Generál M. W. Clark v uniformě zdobené řadou vyznamenání

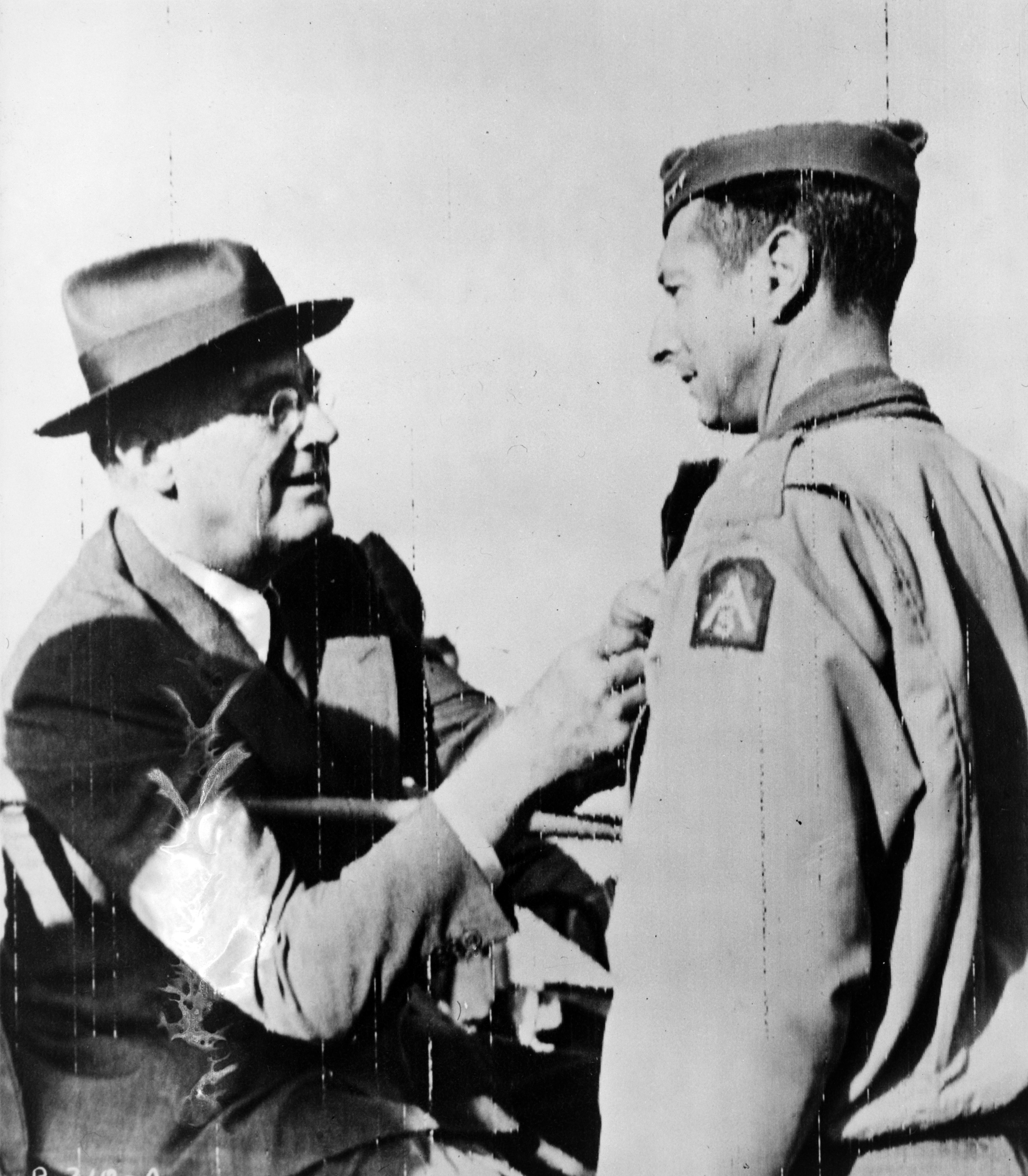
Franklin D. Roosevelt předává Clarkovi Distinguished Service Cross, Itálie, 1943

Americký generál Mark Wayne Clark během svého života obdržel řadu národních i zahraničních řádů a medailí.

## Vojenské hodnosti
- kadet – United States Military Academy – 14. června 1913
- podporučík – pravidelná armáda – 20. dubna 1917
- poručík – pravidelná armáda – 15. května 1917
- kapitán – národní armáda – 5. srpna 1917
- kapitán – pravidelná armáda – 7. listopadu 1919
- major – pravidelná armáda – 14. ledna 1933
- podplukovník – pravidelná armáda – 1. července 1940
- brigádní generál – Armáda Spojených států – 4. srpna 1941
- generálmajor – Armáda Spojených států – 17. dubna 1942
- generálporučík – Armáda Spojených států – 11. listopadu 1942
- brigádní generál – pravidelná armáda – 14. září 1943
- generál – Armáda Spojených států – 10. března 1945

## Vyznamenání

### Americká vyznamenání
- Distinguished Service Cross – za mimořádné hrdinství v souvislosti s vojenskými operacemi proti ozbrojeným nepřátelským silám během svého velení dne 14. září 1943. Neohrožené činy generálporučíka Clarka, jeho osobní statečnost a horlivá oddanost povinnostem jsou příkladem nejvyšší tradic ozbrojených sil USA[1]
- Army Distinguished Service Medal se třemi bronzovými dubovými listy – 1. prosince 1942 – udělil generálporučík Dwight D. Eisenhower za službu vládě USA v souvislosti s plánováním organizace operací v Africe, jako zástupce velitele podnikl životně důležitou a vysoce riskantní misi ponorky v Alžíru, kterou vedl s nápadným úspěchem při vyjednávání s francouzskými úředníky, ve všech těchto povinnostech ukázal vynikající vůdcovské schopnosti, zdravý úsudek a vojenské kvality[1]
- Navy Distinguished Service Medal – 2. února 1946 – udělil admirál Henry K. Hewitt za mimořádně záslužné a vynikající služby vládě Spojených států amerických během služby při které měl velkou odpovědnost jako velící generál Fifth Army v zátoce Salerno během vylodění dne 9. září 1943 a Aniziu 22. ledna 1944[1]
- Legion of Merit – 27. srpna 1944 – udělil generál Dwight D. Eisenhower[1]
- Bronzová hvězda[1]
- Purpurové srdce[1]
- Medaile Vítězství v první světové válce[1]
- Medaile za okupaci Německa 1918–1923[1]
- Medaile za službu v amerických obranných silách[1]
- Medaile za evropsko-africko-středovýchodní tažení se sedmi hvězdičkami[1]
- Medaile Vítězství ve druhé světové válce[1]
- Army of Occupation Medal[1]
- Medaile za službu v národní obraně[1]
- Medaile za službu v Koreji se třemi hvězdičkami[1]

### Zahraniční vyznamenání
- Belgie
  -  velkodůstojník Řádu koruny
- Brazílie
  -  velkodůstojník Řádu Jižního kříže
- Československo
  -  Řád Bílého lva I. třídy
- Francie
  -  velkodůstojník Řádu čestné legie
- Italské království
  -  velkokříž Řádu svatých Mořice a Lazara – 16. ledna 1945[2]
  -  velkokříž Vojenského savojského řádu
- Maroko
  -  Řád Ouissam Alaouite I. třídy
- Polsko
  -  stříbrný kříž Řádu Virtuti Militaria
- Sovětský svaz
  -  Řádu Suvorova I. třídy
- Spojené království
  -  čestný rytíř-komandér Řádu lázně
  -  čestný rytíř-komandér Řádu britského impéria

### Ostatní vyznamenání
- Medaile OSN za Koreu